# カート・セーラーズ
カート・セーラーズ（Kurt Sellers、1982年3月20日 - ）は、アメリカ合衆国のプロレスラー。イリノイ州ロックフォード出身。

## 来歴
ジェームスはCMパンク、コルト・カバナ、ブラッド・ブラッドリー、アダム・ピアースとロッキン・ランディとNAWF（North American Wrestling Federation）の元でトレーニングを開始する。また、NAWF北アメリカ王座も保持していた。
デビュー後ジェームスは多くの時間をプエルトリコもIWAプエルトリコでグラマラス・ボーイ・シェーン、バイソン・スミス、チェット・ジェットとのチームで活動しており、IWAインターコンチネンタルヘビー級王座を1回、IWA世界タッグチーム王座を3回獲得している。その後、当時のWWEの下部組織であるOVWに移籍するまではミゲル・ペレス・ジュニア、チカーノ、スラッシュ・ベノム、グラマラス・ボーイ・シェーン、リキシ、インベーダー#1と抗争をしていた。
2004年4月にOVWに参戦、ロードキルとのタッグでザ・アンタッチャブルズ（ドミノ、デュースからOVW南部タッグチーム王座を獲得している。2006年5月にシャド・ガスパードとネイバーフッディーのタッグチームに王座を奪取されている（実際はWWEのメイン・ロスターとしてSmackdown!に出場するため）。
2006年8月にスマックダウンにアイドル・スティーブンス、ミシェル・マクールのティーチャーズ・ペッツ（Teachers Pets）というユニットで初登場している。スティーブンスとのタッグでタッグ戦線へ食い込むようになり、ブライアン・ケンドリック、ポール・ロンドンの持つWWE・タッグチーム王座に数度挑戦権を与えられるが獲得に至らずそのままフェードアウト。2007年にマクールがけがをすると3月にユニットは解散、OVWへと降格している。
OVWへ降格後はキャシディー・ライリーとタッグを組むようになる。ジェームスとオライリーのタッグはジェームス・ボーイズ（The James Boys）と呼ばれるようになり、6月末にメジャー・ボーイズ（カート・ホーキンスとザック・ライダー）からOVW南部タッグチーム王座を獲得している。9月に一度だけダーク・マッチに出場するもWWEに昇格をすることはできなかった。11月にコルト・カバナからOVW TV王座を獲得し、コーディ・ローデスを相手に1度だけ防衛に成功するが2008年2月にタイトルを落としている。
2007年末から2008年までECWにジョバーとしてだがレギュラー出場するようになり、ケビン・ソーン、CMパンク、シェルトン・ベンジャミンやその他大勢のレスラーと対戦していた。7月にエヴァン・ボーンと対戦するが敗北。8月にブレーデン・ウォーカーとの試合を最後にWWEから解雇されている。
WWE解雇後はプエルトリコに戻り、IWAに復帰している。

## 得意技
シットアウト・スパインバスター
フィニッシャー

## 獲得タイトル
IWA（International Wrestling Association)
- IWAインターコンチネンタルヘビー級王座 : 1回
- IWA世界タッグチーム王座 : 3回（w/グラマラス・ボーイ・シェーン : 1回、チェット・ジャブロンスキー : 2回）

OVW
- OVW南部タッグチーム王座 : 5回（w/ロードキル : 1回、キャシディー・ジェームス : 4回）
- OVW TV王座 : 1回

NAWF（North American Wrestling Federation）
- NAWF北アメリカ王座  : 1回